# Mellininae
Mellininae (лат.) — посемейство песочных ос (Crabronidae). В 2018 году предложен статус отдельного семейства Mellinidae. Около 20 видов.

## Распространение
Палеарктика. Неарктика. Неотропика. Ориентальная область. В Европе 2 вида Mellinus. В России 3 вида рода Mellinus.

## Описание
Среднего размера стройные осы (10—15 мм). Брюшко стебельчатое. Тело чёрное с жёлтыми или беловатыми пятнами. Гнездятся в земле, часто глубоко (до 50 см). Ловят мух. Средние голени Mellinus и Xenosphex с двумя шпорами; омаулюс на мезоплевроне отсутствует.

## Классификация
Около 20 видов, 2 рода. Ископаемый вид Mellinus handlirschi обнаружен в эоцене Колорадо (ок. 35 млн лет, Флориссант, США). В традиционной систематике Mellininae включают в состав Crabronidae в ранге подсемейства, а ранее они были в статусе трибы Mellinini в составе подсемейства Nyssoninae (Crabronidae), а реликтовый неарктический род Xenosphex рассматривался в отдельном подсемействе Xenosphecinae.
В 2018 году молекулярно-филогенетическими исследованиями было показано, что «Crabronidae» парафилетичны и состоят из нескольких крупных монофилетичных клад, включая пчёл. В работе Sann et al. (2018) было предложено придать статус отдельных семейств нескольким бывшим подсемействам роющих ос: Ammoplanidae, Astatidae, Bembecidae, Crabronidae, Mellinidae, Pemphredonidae, Philanthidae, Psenidae, Sphecidae.
- Mellinus Fabricius, 1790 — 16 видов (включая 1 ископаемый)[8]
- Xenosphex F. Williams, 1954 — 3 вида (США)[9]